# Delfín Rodríguez
Delfín Rodríguez Ruiz (Puertollano, 1956 - 16 de agosto de 2022) fue catedrático de Historia del Arte en la Universidad Complutense de Madrid, y uno de los mayores expertos en historia de la arquitectura moderna y contemporánea, especialista en la arquitectura española e italiana del siglo XVIII.

## Biografía
Nació en Puertollano, Ciudad Real, en 1956. Se licenció en Historia, especialidad de Historia del Arte, en 1978, por la Universidad Complutense de Madrid. Es doctor en Historia del Arte por la Universidad Nacional de Educación a Distancia desde 1985, con la tesis titulada Pedro José Márquez y el debate arquitectónico a finales del siglo XVIII. Estudio de un tratado inédito, dirigida por Víctor Nieto Alcaide. Fue profesor titular en la UNED y es catedrático de Historia del Arte de la UCM desde 1994. Ha impartido y dirigido numerosos cursos y conferencias en universidades e instituciones españolas y extranjeras, así como ha participado en otros tantos congresos nacionales e internacionales. Ha sido miembro de diferentes comités científicos de Congresos y Exposiciones, así como vocal del Real Patronato del Museo Nacional Centro de Arte Reina Sofía entre 1994 y 1997, de la Junta Directiva del Círculo de Bellas Artes de Madrid, desde 2003 hasta la actualidad, y de la Fundación Miguel Fisac, desde 2010. 

## Investigación académica y docencia
Como catedrático de la Universidad Complutense de Madrid imparte asignaturas en grado y máster, como Arte del siglo XIX, o Arquitectura y Modernidad. Ha dirigido varias tesis, entre ellas: Utopías artísticas del mundo contemporáneo, 1989-2012, de Julia Ramírez Blanco; La modernidad latente en la obra pública, de Alfonso Luján Díaz; Fotografía y arquitectura en España, 1839-1886, de Helena Pérez Gallardo; Arte y pensamiento en el barroco: Fray Juan Andrés Ricci de Guevara (codirigida con Diego Suárez Quevedo), de David García López; El viaje de España (1772-1794) de Antonio Ponz, de Daniel Crespo; Sobre la arquitectura en la Comunidad de Madrid 1975-1992, de Agustín Pichel; Aprendiendo a ser arquitectos. Creación y desarrollo de la escuela de arquitectura de Madrid 1844-1914, de José Manuel Prieto González; Museos y centros de arte contemporáneo en España: la arquitectura como arte" de María Ángeles Layuno, o Teoría y práctica de la ornamentación arquitectónica en España desde el eclecticismo a los orígenes del movimiento moderno, de Francisco Javier Otero Alía.
En el año 2013 fue creador y codirector de la FRIA (Figuración, Representación e Imágenes de la Arquitectura, Grupo de Investigación de la Universidad Complutense de Madrid). Dentro del proyecto existe la idea de la revista Abatón (ISSN. 2530-4887), cuyo primer número se espera con impaciencia en los círculos académicos.
Es Investigador Principal en el proyecto I+D HAR2017-89169-P Modelos Gráficos Italianos y Franceses en la Arquitectura Española. Siglos XVI al XIX (2018-2021) del Programa Estatal de Fomento de la Investigación Científica y Técnica de Excelencia, Subprograma Estatal de Generación de Conocimiento, en el marco del Plan Estatal de Investigación Científica y Técnica y de Innovación. En 2020 obtuvo, junto a la Profesora Titular de Historia del Arte, Helena Pérez Gallardo, el II Premio de Transferencia de Tecnología y Conocimiento.

## Publicaciones
Buena parte de su investigación y publicaciones se han centrado en la teoría e historia de la arquitectura de los siglos XVI al XX (especialmente en la época de la Ilustración), en la historia del dibujo de arquitectura y en el arte contemporáneo. Su tesis Pedro José Márquez y el debate arquitectónico a finales del siglo XVIII. Estudio de un tratado inédito (Universidad Nacional de Educación a Distancia, 1985), dirigida por Víctor Nieto Alcaide, analizó el manuscrito del siglo XVIII Apuntamientos de Arquitectura por orden Alfabético según las Doctrinas de Vitruvio, de Pedro José Márquez, en la Biblioteca Nacional de España. Resulta interesante por formar parte del debate internacional sobre la arquitectura al final de la Edad Moderna, sobre el clasicismo y el vitruvianismo y, desde Roma, el estudio de la cultura arquitectónica española. Es autor de cientos de ensayos en revistas especializadas, actas de congresos, libros y catálogos de exposiciones; entre sus libros más recientes figuran: 
- El legado de la Antigüedad. Arte, arquitectura y arqueología en la España moderna (junto a Miguel Morán Turina), Istmo, 2001.
- El Círculo de Bellas Artes de Madrid de Antonio Palacios (1919-1926).
- Arquitectura de una Casa de las Artes, Madrid, Círculo de Bellas Artes, 2020.
- Ensayos sobre Historia de la Arquitectura del siglo XVIII en España. Tradiciones hispánicas y modelos europeos, Madrid, Ediciones Complutense (2019).
- Piranesi en la Biblioteca Nacional de España (2019).
- Ventura Rodríguez. Arquitecto de la Ilustración (2018).
- Catálogo razonado de Dibujos de arquitectura y ornamentación del siglo XVIII (Dirección Científica), Madrid, Biblioteca Nacional, 2009.
- La Casa de las Metáforas. Ensayos sobre la periferia de las artes y la arquitectura, Madrid, Abada ed. (2014).
- Bernini, Roma y la Monarquía Hispánica, Madrid, Museo del Prado (2014).
- José de Hermosilla y Sandoval (Llerena, 1715-Madrid, 1776). Arquitecto e ingeniero militar (con Miguel Ángel Melón), Badajoz, Diputación de Badajoz (2015).
- Mirar la arquitectura, Fotografía Monumental en el siglo XIX (con Helena Pérez Gallardo), Madrid, Biblioteca Nacional de España (2015).

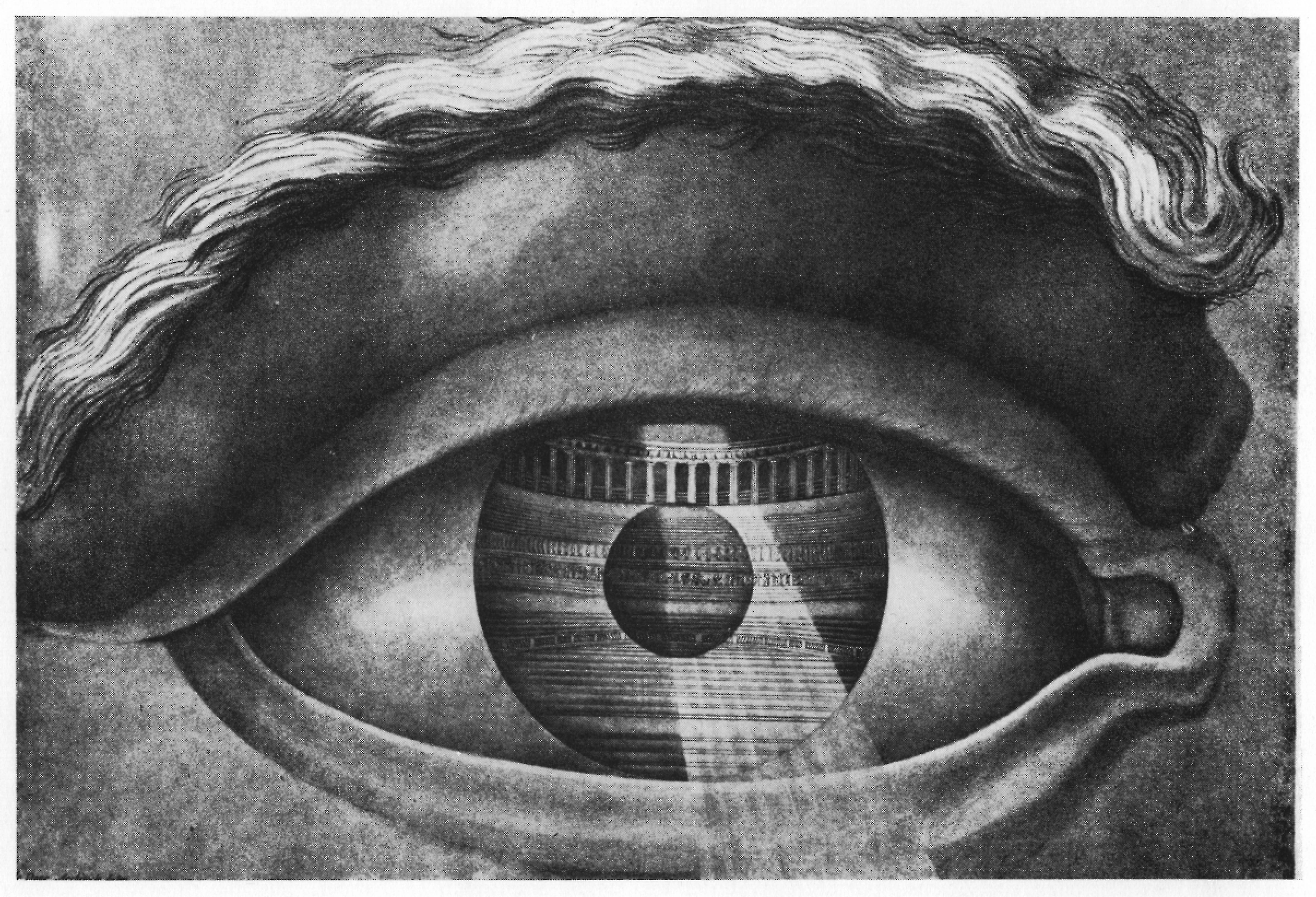
El Teatro de Besançon de Ledoux, el ojo del teórico en el que se refleja la arquitectura, emblema de la arquitectura revolucionaria del siglo XVIII, fue imagen de marca del grupo de investigación FRIA, dirigido por Delfín Rodríguez.

Destaca, en primer lugar, el catálogo de la exposición "Piranesi en la Biblioteca Nacional de España" (co-comisariada con Helena Pérez Gallardo) (Madrid, Biblioteca Nacional de España, 2019), completísimo estudio de la lustrosa colección de estampas del arquitecto veneciano Giovanni Battista Piranesi en la BNE, que ha supuesto un tema de estudio que ha mantenido a lo largo de su carrera. Contiene numerosos estudios y ensayos de especialistas internacionales, de Jörg Garms a Francesco Dal Co, pasando por John Wilton-Ely, Juan José Lahuerta o Marcello Fagiolo. 
Sus dos últimas colecciones de ensayos, La Casa de las Metáforas. Ensayos sobre la periferia de las artes y la arquitectura (Madrid, Abada ed., 2014) y Ensayos sobre Historia de la Arquitectura del siglo XVIII en España. Tradiciones hispánicas y modelos europeos (Madrid, Ediciones Complutense, 2019), condensan el análisis de Rodríguez, con un profundo análisis de la historia del arte, en sus propias palabras, «atravesando todas las épocas», superando los estilos y tendiendo puentes entre lo fundamental y lo banal, haciendo historia igualmente de hechos como la fachada-telón del palacio de La Granja, o curiosidades como los cristales de Lorena. El segundo libro citado fue presentado en marzo de 2019 en el Palazzo Carpegna, sede de la Accademia Nazionale di San Luca de Roma, acto coordinado por Francesco Moschini (Segretario Generale dell'Accademia Nazionale di San Luca), que contó con intervenciones de Marcello Fagiolo, Jörg Garms, Elisabeth Kieven, Rafael Moneo y Francesco Venezia.
Sus publicaciones no se limitan a arquitectura, sus intereses van más allá y prácticamente abarcan todos los temas, la teoría del arte (barroco, Ilustración), el coleccionismo, los museos, la pintura, la escultura. Y no se limita al paso del mundo moderno al contemporáneo en el siglo XVIII, sus estudios sobre coleccionismo en el siglo XVI (El legado de la Antigüedad, Madrid: Istmo, 2001) o sobre las vanguardias históricas («El puente: pasión expresionista», con Javier Pérez Segura, Descubrir el arte, N.º 72, 2005) dan muestra de ello. De arte contemporáneo, un libro muy editado y con especial interés como manual para estudiantes de Historia del Arte, es El siglo XX. Entre la muerte del Arte y el arte moderno (junto a Alfredo Aracil, Istmo, 1982 y ss.).

## Comisariado de exposiciones

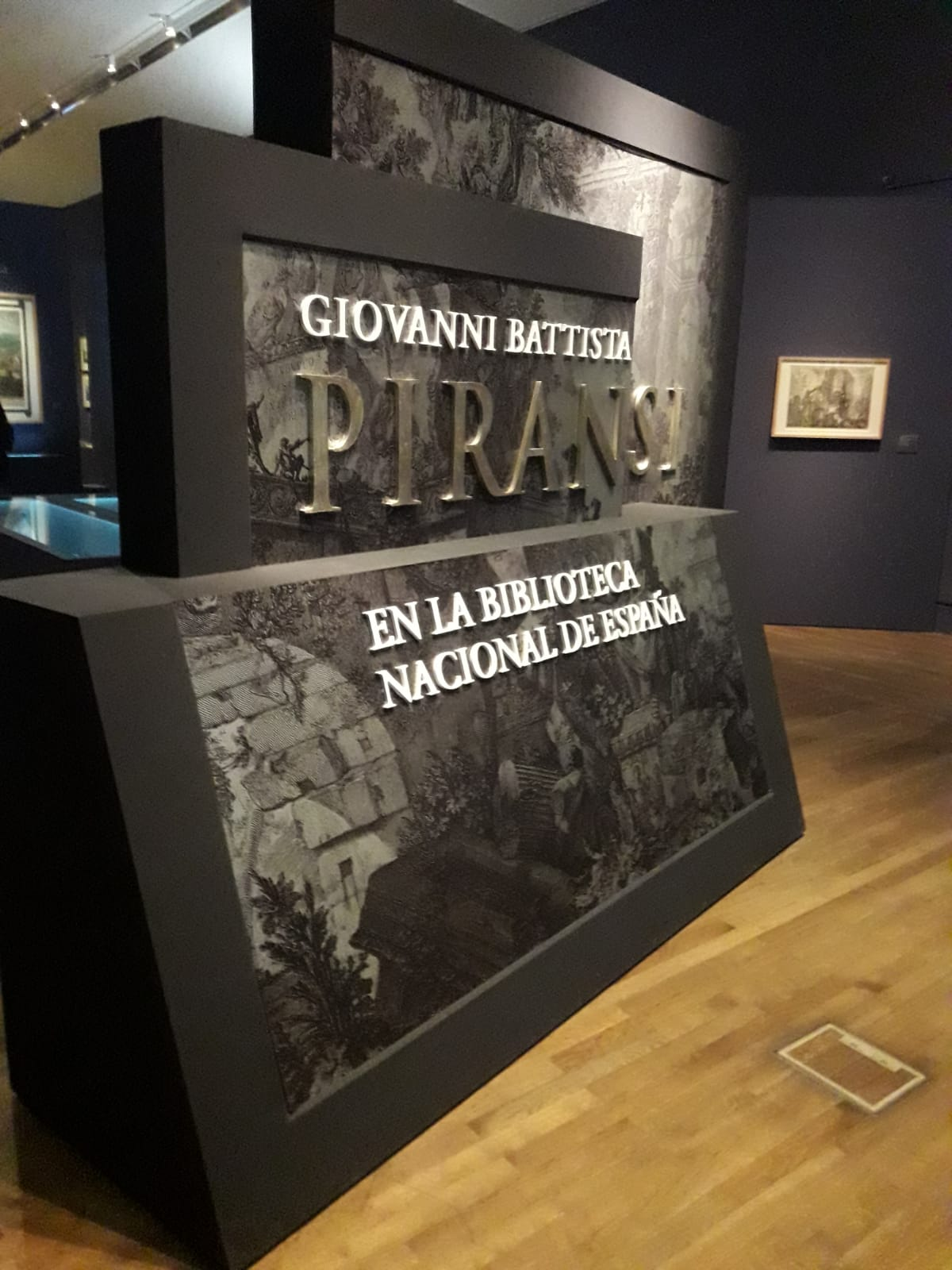
Entrada de la exposición Piranesi en la Biblioteca Nacional de España (Madrid, 2019).

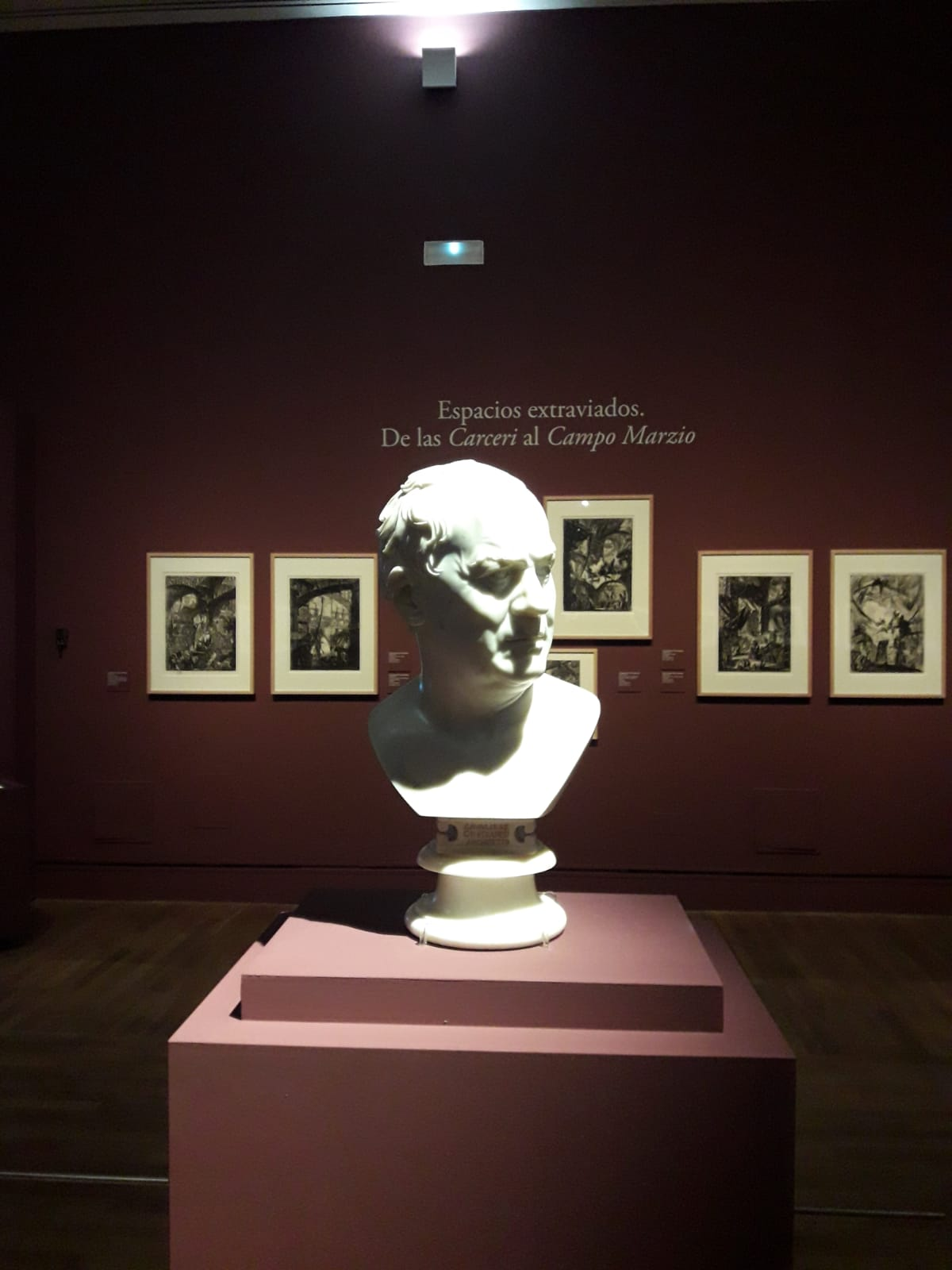
Busto del célebre "arquitecto veneciano" en la exposición (Madrid, 2019).

Rodríguez ha sido comisario de varias exposiciones, no sólo de arquitectura, también de estampa, arte contemporáneo o pintura de la Edad Moderna, entre las que cabe mencionar:
- Premios de Arquitectura de la Real Academia de Bellas Artes de San Fernando (1752-1837). Madrid, Real Academia de Bellas Artes de San Fernando, 1992.
- Francisco Sabatini (1721-1797). La arquitectura como metáfora del poder. Madrid, Electa España, 1993.
- El Color de las Vanguardias. Sevilla, Fundación Argentaria, 1995.
- A la pintura. Pintura española de los años 80 y 90. Madrid, Comunidad de Madrid, 1995.
- En torno al paisaje. De Goya a Barceló. Madrid, Círculo de Bellas Artes, 1997.
- El Real Sitio de La Granja de San Ildefonso. Retrato y escena del rey. Madrid, Patrimonio Nacional 2000.
- Tradición y Modernidad. Arte y artistas del siglo XX en Castilla-La Mancha (itinerante), 2001-2002.
- Las trazas de Juan de Herrera y sus seguidores. Madrid, Palacio Real, 2001.
- El Círculo de Bellas Artes de Madrid. 125 años de historia. Madrid, Círculo de Bellas Artes, 2005.
- Dibujos de Arquitectura y Ornamentación de la Biblioteca Nacional. siglo XVIII. Madrid, Biblioteca Nacional, 2009.[11]
- Arquitecturas Pintadas. Del Renacimiento al siglo XVIII (con Mar Borobia). Madrid, Museo Thyssen-Bornesmiza, 2011.
- Las Ánimas de Bernini. Arte en Roma para Corte española, Madrid, Museo del Prado, 2014.
- Mirar la arquitectura, Fotografía Monumental en el siglo XIX (con Helena Pérez Gallardo), Madrid, Biblioteca Nacional de España, 2015.
- Ventura Rodríguez, arquitecto. Real Academia de Bellas Artes de san Fernando, Madrid diciembre de 2017-abril de 2018.
- Piranesi en la Biblioteca Nacional de España (con Helena Pérez Gallardo). Madrid, Biblioteca Nacional de España, 2019.

Especial interés tienen sus exposiciones de arquitectura, cuya dificultad de organización, preparación y montaje son mayores por nutrirse de piezas de complicada exposición (la fragilidad del papel es aún mayor cuando se trata de planos, de gran formato y habitual conservación descuidada). Rodríguez es conocido por sus monográficas de arquitectos españoles del siglo XVIII, como Francisco Sabatini o Ventura Rodríguez. Destacan "Las trazas de Juan de Herrera y sus seguidores" (2001) y "Ventura Rodríguez, arquitecto" (2017-2018), en la Real Academia de Bellas Artes de San Fernando, cuyo impacto en los círculos académicos de Historia del Arte y de Arquitectura se puede comprobar en prensa.